# Campionati europei di pattinaggio di velocità 2011
I Campionati europei di pattinaggio di velocità 2011 sono stati la 105ª edizione della manifestazione. Si sono svolti dal 7 al 9 gennaio 2011 a Collalbo, in Italia.

## Podi

### Uomini
| Evento              | Oro          | Punti   | Argento         | Punti   | Bronzo       | Punti   |
| Allround (dettagli) | Ivan Skobrev | 154.167 | Jan Blokhuijsen | 154.273 | Koen Verweij | 154.688 |

### Donne
| Evento              | Oro               | Punti   | Argento    | Punti   | Bronzo          | Punti   |
| Allround (dettagli) | Martina Sáblíková | 165.104 | Ireen Wüst | 166.463 | Marrit Leenstra | 168.045 |